# Greta Andersen
Greta Marie Andersen (* 1. Mai 1927 in Kopenhagen, Dänemark; † 6. Februar 2023 in Solvang, Kalifornien, Vereinigte Staaten) war eine dänische Schwimmerin und Olympiasiegerin.

## Werdegang
Bei den Olympischen Sommerspielen 1948 in London gewann sie die Goldmedaille über 100 m Freistil. Mit der dänischen Staffel erreichte sie zudem die Silbermedaille über 4 × 100 m Freistil. Vier Jahre später bei den Olympischen Sommerspielen in Helsinki reichte es mit der Staffel nur zu Platz 4. Als bestes Ergebnis in einem Einzelwettkampf wurde sie Achte über 400 m Freistil.
An den Schwimmeuropameisterschaften 1947 sowie 1950 hat sie zweimal eine Bronzemedaille über 100 m Freistil gewonnen.
Andersen hat die Frauenrekordzeit im Ärmelkanal in beide Richtungen aufgestellt (von Frankreich nach England in elf Stunden und einer Minute und von England nach Frankreich in 13 Stunden und zehn Minuten). Sie war zudem die erste Person, die den Santa-Catalina-Kanal in beide Richtungen durchschwommen hat.
1949 stellte sie einen Weltrekord über 100 Yards auf, der erst 1956 geschlagen wurde. Außerdem hat sie Weltrekorde über 10 Meilen und über 25 Meilen aufgestellt.
Andersen wurde 1969 in die International Swimming Hall of Fame in Fort Lauderdale aufgenommen.